# 10650 Houtman
10650 Houtman eller 4110 P-L är en asteroid i huvudbältet som upptäcktes den 24 september 1960 av den nederländsk-amerikanske astronomen Tom Gehrels och det nederländska astronomparet Ingrid van Houten-Groeneveld och Cornelis Johannes van Houten vid Palomarobservatoriet. Den är uppkallad efter Frederick de Houtman.
Asteroiden har en diameter på ungefär 2 kilometer.